# Winter-X-Games 2013

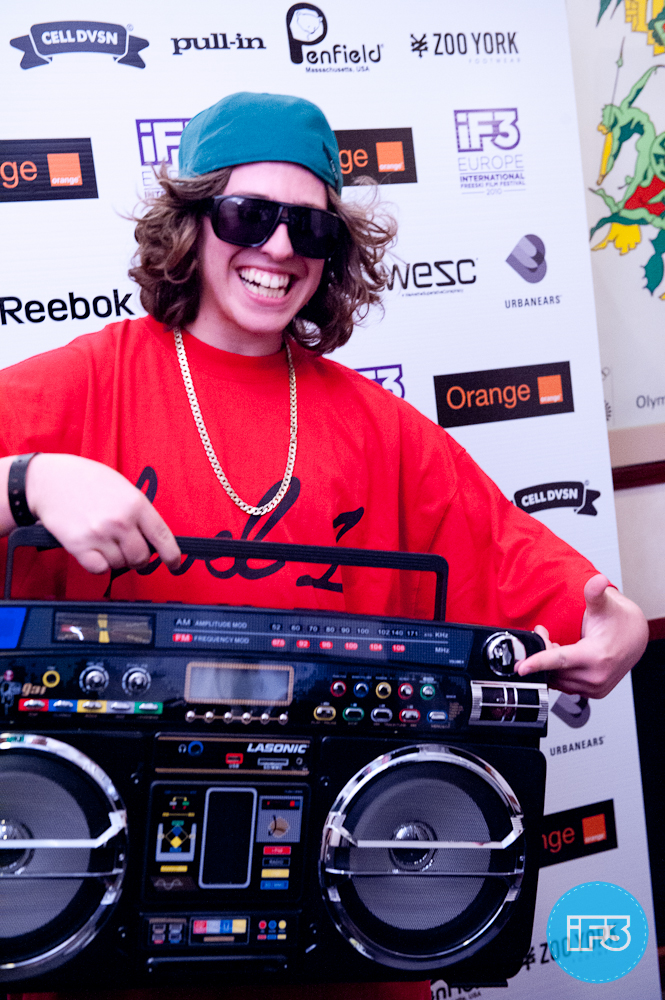
Henrik Harlaut gewann Gold in der Disziplin Big Air und Silber im Slopestyle

Die Winter-X-Games XVII fanden vom 24. bis 27. Januar 2013 zum 12. Mal in Folge in Aspen, Colorado statt. Aspen war insgesamt zum 15. Mal Austragungsort der Veranstaltung. In den 16 Einzelwettbewerben der Sportarten Freestyle-Skiing, Freestyle-Snowboarding und Schneemobil traten über 200 Athleten an. Überschattet wurde die Veranstaltung vom Unfalltod des Schneemobilfahrers Caleb Moore, der eine Woche später an den Folgen eines Sturzes starb.

## Medaillenspiegel
Legende
| Rang | Land                   | Gold | Silber | Bronze | Gesamt |
| ---- | ---------------------- | ---- | ------ | ------ | ------ |
| 1    | Vereinigte Staaten     | 10   | 8      | 7      | 25     |
| 2    | Kanada                 | 2    | 4      | 4      | 10     |
| 3    | Schweden               | 2    | 1      | 0      | 3      |
| 4    | Norwegen               | 2    | 0      | 1      | 3      |
| 5    | Schweiz                | 0    | 1      | 1      | 2      |
| 6    | Tschechien             | 0    | 1      | 0      | 1      |
| 6    | Japan                  | 0    | 1      | 0      | 1      |
| 8    | Belgien                | 0    | 0      | 1      | 1      |
| 8    | Vereinigtes Königreich | 0    | 0      | 1      | 1      |
| 8    | Finnland               | 0    | 0      | 1      | 1      |